# 81948 Eno
81948 Eno è un asteroide della fascia principale. Scoperto nel 2000, presenta un'orbita caratterizzata da un semiasse maggiore pari a 3,2127362 au e da un'eccentricità di 0,1210591, inclinata di 2,69940° rispetto all'eclittica.